# هلنا (ترانه)
«هلنا» (به انگلیسی: Helena) تک‌آهنگی از گروه موسیقی آلترنتیو راک مای کمیکال رومنس است که در ۲۳ مه ۲۰۰۵ منتشر شد.